# El graduado
El graduado (título original: The Graduate) es una película independiente estadounidense de comedia romántica, estrenada en 1967, dirigida por Mike Nichols y escrita por Calder Willingham y Buck Henry, basada en la novela corta de Charles Webb, quien la escribió en 1963 tras graduarse del Williams College. La película cuenta la historia de Benjamin Braddock, de 21 años, un recién graduado universitario sin un propósito definido en la vida, que es seducido por una mujer casada mayor, la Sra. Robinson, pero luego se enamora de su hija, Elaine. Estuvo protagonizada por Anne Bancroft, junto a Dustin Hoffman, Katharine Ross y Murray Hamilton.
Después de su estreno el 21 de diciembre de 1967, obtuvo gran éxito de crítica, recaudando 104,9  millones de dólares en Estados Unidos y Canadá, convirtiéndose en la película más taquillera de dicho año en Norteamérica. Ajustada a la inflación (a partir de 2021), la recaudación de la película fue de 857 millones de dólares, lo que la convierte en la 22.ª película más taquillera de Estados Unidos y Canadá . 
Recibió siete nominaciones en la 40.ª edición de los Premios Óscar, incluyendo las de Mejor Película y Mejor Director para Nichols , siendo esta última la única victoria de la película.
En 1996, la película fue considerada «cultural, histórica y estéticamente significativa» por la Biblioteca del Congreso de Estados Unidos y seleccionada para su preservación en el National Film Registry.

## Argumento
Benjamin "Ben" Braddock, con 21 años, acaba de graduarse en una universidad del noreste de Estados Unidos y vuelve a casa a pasar unas vacaciones. En la fiesta de graduación organizada por sus padres, los invitados felicitan a Ben, pero este se avergüenza y se retira a su cuarto, donde la Sra. Robinson, la esposa del socio legal de su padre, le insiste para que la lleve a su casa. Una vez ahí, la Sra. Robinson intenta seducir a Ben. Aunque en un inicio se resiste a sus insinuaciones, Ben cambia de parecer y empieza a salir con la Sra. Robinson al Hotel Taft, donde se registra con el apellido "Gladstone".
Durante una de sus citas, la Sra. Robinson le confiesa que ella y su marido se casaron luego de quedar embarazada de su hija Elaine. Pese a que ella le prohíbe a Ben salir con su hija, sus padres y el Sr. Robinson (no enterados del amorío) le animan a que salga con Elaine. Para frustrar su cita con Elaine, Ben la lleva a un club de estrípers donde ella se ofende, a lo que él se disculpa y la besa. Luego de pasar por un drive-in y el Hotel Taft, donde el personal lo saluda como el "Sr. Gladstone", Ben admite a Elaine haber tenido una relación con una mujer casada y afirma que eso terminó, a lo que ambos acuerdan volver a salir mañana.
Al día siguiente, la Sra. Robinson amenaza a Ben con contarlo todo, a lo que él se apresura al cuarto de Elaine para frustrarlo. Cuando todo sale a la luz, ella se enfada con Ben y lo expulsa, la Sra. Robinson se despide de él.
Pasado ya algún tiempo, Ben se entera de que Elaine va a casarse con un compañero de la universidad a la que asiste en California, por lo que este acude a la boda; sin embargo, tras quedarse sin gasolina, Ben corre los últimos kilómetros hasta la iglesia, ingresa por la puerta trasera y aparece sucio y destrozado. Al ver la boda concluida desde el balcón, Ben comienza a gritar desesperado el nombre de Elaine, llamando su atención y la de todos los invitados. Conmovida por su presencia, Elaine se da cuenta de que es a Ben a quien ama y corre tras él. La señora Robinson abofetea a su hija para evitar que se vaya; sin embargo, Ben la empuja con el crucifijo de la iglesia con el que encierra adentro a los invitados.
Alejándose de la iglesia, Ben y Elaine se suben a un autobús y toman el asiento trasero del vehículo entre los pasajeros sorprendidos. Riendo, ambos meditan sobre todo lo acontecido, transformando su expresión de triunfo en aturdimiento. Mientras The Sound of Silence suena en el fondo, Ben y Elaine se dirigen hacia un futuro incierto.

## Temáticas
El argumento esconde una historia oculta respecto a Elaine y a Benjamin, historia que parece conocer muy bien la señora Robinson, y que parece ser la verdadera razón de su oposición a la relación entre ambos. Cuál sea esta historia oculta es un misterio, dado que nada se dice expresamente; quizá un dato sea el de la concepción de Elaine en un Ford, historia que sí se cuenta, y que al parecer precipitó y obligó a la señora Robinson a una boda sin amor.[cita requerida]

## Reparto
| Actor            | Personaje                            | Notas         |
| ---------------- | ------------------------------------ | ------------- |
| Dustin Hoffman   | Benjamin Braddock                    |               |
| Katharine Ross   | Elaine Robinson                      |               |
| Murray Hamilton  | Sr. Robinson                         |               |
| Anne Bancroft    | Sra. Robinson                        |               |
| William Daniels  | Sr. Braddock                         |               |
| Elizabeth Wilson | Sra. Braddock                        |               |
| Buck Henry       | El recepcionista                     |               |
| Brian Avery      | Carl Smith                           |               |
| Richard Dreyfuss | Residente en una casa de estudiantes | No acreditado |

## Banda sonora
La banda sonora de esta película está compuesta por canciones del dúo Simon y Garfunkel que fueron compuestas por Paul Simon. La mayoría de las canciones ya se habían publicado, menos el éxito "Mrs. Robinson", escrito para la película; luego, versionada por múltiples cantantes, como Frank Sinatra. Además de las canciones de Simon & Garfunkel, la película cuenta con una parte instrumental de Dave Grusin.[cita requerida]

## Recepción
La película recaudó más de 100 millones de dólares, superando por mucho su presupuesto de 3 millones de dólares.
Las críticas en el momento de su estreno fueron en general positivas, y con el tiempo fue aclamada como un clásico del cine estadounidense. El agregador de reseñas Rotten Tomatoes le otorgó a la película un 86% de aprobación, basado en 87 reseñas, con una calificación promedio de 8.90/10. El consenso del sitio web dice: «La música, las actuaciones, la precisión al capturar el malestar postuniversitario: la historia de madurez de El Graduado es, sin duda, inolvidable». En el sitio web similar, Metacritic , la película tiene una puntuación de 83 sobre 100, basada en 19 críticos, lo que indica «aclamación universal».
AD Murphy, de Variety, y Roger Ebert, del Chicago Sun-Times, elogiaron la película. Murphy la describió como una "deliciosa comedia dramática satírica" , mientras que Ebert la calificó como la "comedia estadounidense más divertida del año".

### En la cultura popular
La película también ha sido denominada como un triunfo del cine, calificándola como una gran influencia dentro de la cultura popular, pues varias de sus escenas o diálogos han sido parodiados y referenciados en otros medios, incluso el cineasta estadounidense Wes Anderson la ha calificado como una de sus películas favoritas y musas inspiradoras.[cita requerida]

## Premios y nominaciones
En la  40.ª ceremonia de los premios Óscar, la película estuvo nominada a siete premios, y ganó el de Óscar al Mejor Director:
| Categoría               | Resultado | Receptor                     |
| ----------------------- | --------- | ---------------------------- |
| Mejor Película          | Nominada  | Lawrence Turman              |
| Mejor Director          | Ganador   | Mike Nichols                 |
| Mejor Guion Adaptado    | Nominada  | Buck Henry Calder Willingham |
| Mejor Actor             | Nominado  | Dustin Hoffman               |
| Mejor Actriz            | Nominada  | Anne Bancroft                |
| Mejor Actriz de Reparto | Nominada  | Katharine Ross               |
| Mejor Fotografía        | Nominado  | Robert L. Surtees            |

En la entrega de los Globos de Oro de 1968, la película obtuvo cinco galardones, y se convirtió en la favorita de la noche.
| Categoría                                            | Resultado | Receptor                       |
| ---------------------------------------------------- | --------- | ------------------------------ |
| Globo de Oro a la mejor película - Comedia o musical | Ganadora  | Lawrence Turman                |
| Globo de Oro al mejor director                       | Ganador   | Mike Nichols                   |
| Globo de Oro al mejor actor - Comedia o musical      | Nominado  | Dustin Hoffman                 |
| Globo de Oro a la mejor actriz - Comedia o musical   | Ganadora  | Anne Bancroft                  |
| Globo de Oro al mejor guion                          | Nominados | Buck Henry & Calder Willingham |
| Globo de Oro a la nueva estrella del año - Actor     | Ganador   | Dustin Hoffman                 |
| Globo de Oro a la nueva estrella del año - Actriz    | Ganadora  | Katharine Ross                 |

En la entrega de los Premios Grammy de 1968, la banda sonora a cargo de Dave Grusin y Paul Simon fue galardonada.
| Categoría                                                                         | Resultado | Receptor                 |
| --------------------------------------------------------------------------------- | --------- | ------------------------ |
| Mejor banda sonora original escrita para una película o un especial de televisión | Ganadores | Dave Grusin y Paul Simon |

### American Film Institute
La película es reconocida por el American Film Institute en las siguientes listas:
- 1998: AFI's 100 años... 100 películas (#7),[11]
- 2000: AFI's 100 años... 100 sonrisas (#9),[12]
- 2002: AFI's 100 años... 100 pasiones (#52),[13]
- 2004: AFI's 100 años... 100 canciones:
  - "Mrs. Robinson" (#6)[14]

- 2005: AFI's 100 años... 100 frases:
  - Sr. McGuire: "Plasticos." (#42)[15]
  - Benjamin Braddock: "Sra. Robinson, esta tratando de seducirme. No es asi?" (#63)[15]
- 2007: AFI's 100 años... 100 películas (edición 10.º aniversario) (#17)[16]